# Elektrische piano

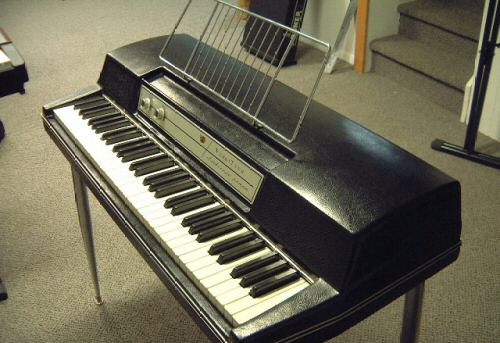
Een Wurlitzer 200A

Een elektrische piano is een elektromechanisch muziekinstrument dat geluid produceert wanneer de speler een toets op het klavier indrukt.

## Geschiedenis
De eerste elektrische piano's zijn uitgevonden eind jaren 1920. De Neo-Bechstein uit 1929 was een van de eerste modellen en moest het musiceren in huiselijke kring stimuleren. De eerste elektrische piano's hadden snaren van verschillende lengte zoals bij een traditionele piano. Vroege opnames zijn afkomstig van Duke Ellington uit 1955 en het nummer "India" van Sun Ra.
De populariteit van de elektrische piano groeide eind jaren 50, na de hit What'd I Say van Ray Charles, en bereikte het hoogtepunt tijdens de jaren 70. Daarna werd het instrument geleidelijk vervangen door lichte elektronische varianten zonder mechanische onderdelen. Halverwege jaren 80 werden de elektrische toetsinstrumenten ingehaald door de steeds veelzijdigere synthesizers.
Een belangrijke factor voor de ontwikkeling en het gebruik was de trend om meer elektrische muziekinstrumenten te gebruiken in populaire muziek en de behoefte aan instrumenten die versterkt konden worden. Doordat elektrische piano's regelmatig op het podium werden gebruikt, spoorde dit de fabrikanten aan om modellen uit te brengen die specifiek voor dit gebruik waren ontworpen.
In de jaren 40 ontwierp de Amerikaan Harold Rhodes de Rhodes. Het instrument wordt op dezelfde manier bespeeld als een piano. Het verschil is dat iedere toets een soort stemvork aanslaat in plaats van pianosnaren. In 1959 ging het bedrijf van Rhodes een joint venture aan met Fender en vervolgens werd het instrument door Fender geproduceerd. Het is daarom vooral bekend geworden als Fender Rhodes.
Een bekende Nederlandse speler uit de jaren zeventig was Rob Franken; hij speelde onder meer samen met Toots Thielemans.
Naast de Rhodes waren ook de elektrische piano’s van Wurlitzer en Hohner (Pianet en de meer klavecimbel achtige Clavinet) geliefde instrumenten met een eigen klankkleur. De Yamaha CP-70 en CP-80 die snaren en opnemers gebruiken lijken wat klank betreft meer op een akoestische piano.

## Werking

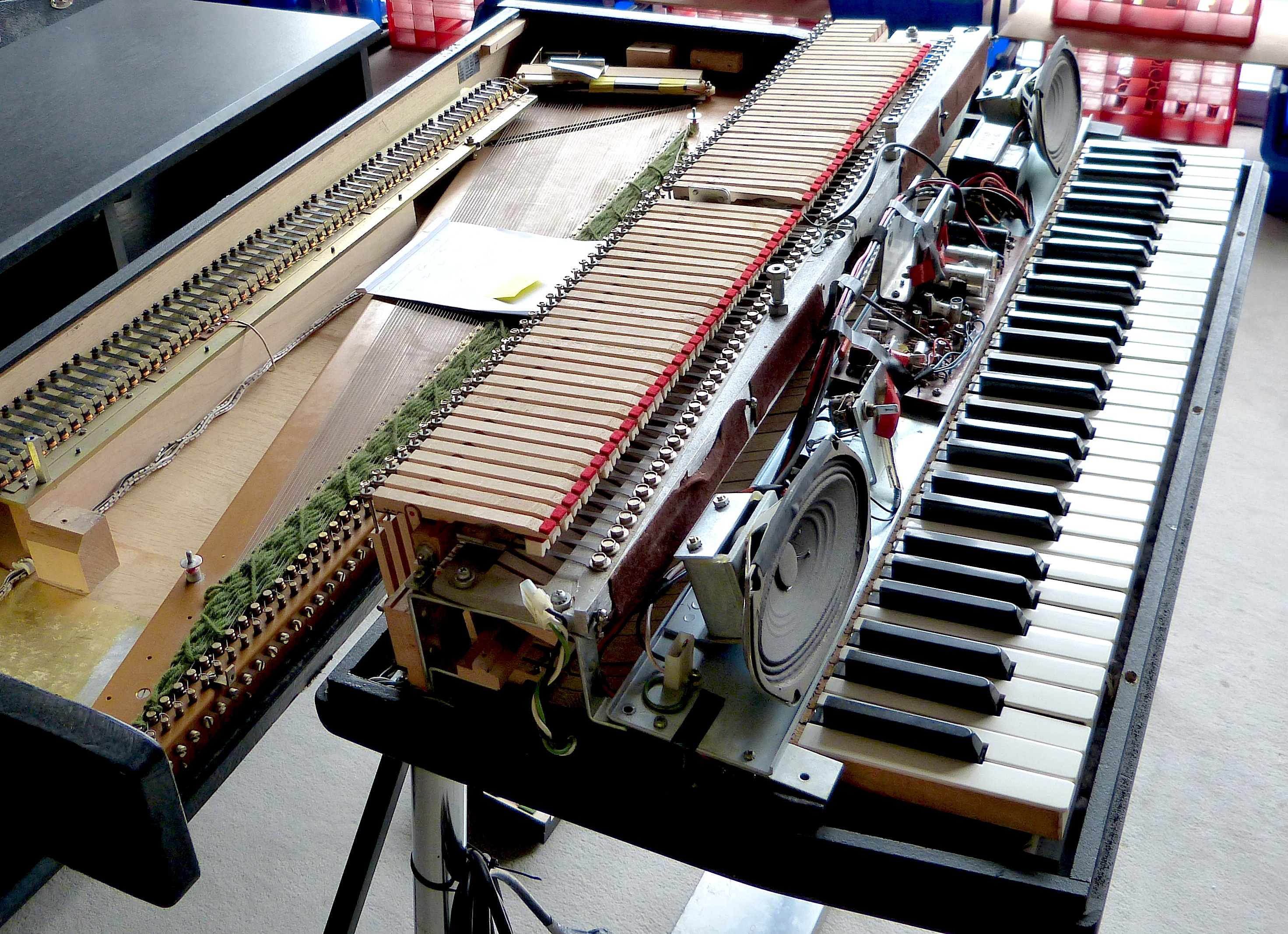
Een opengewerkte Wurlitzer

Het indrukken van toetsen zorgt ervoor dat mechanische hamertjes metalen snaren, riet of stemvorken aanslaan. Dit leidt tot vibraties die omgezet worden in een elektrisch signaal door magnetische pickups. Het elektrische signaal is verbonden met een versterker en luidspreker om hoorbaar geluid te produceren.
In tegenstelling tot een synthesizer of keyboard is een elektrische piano geen elektronisch instrument, maar een elektromechanisch instrument.

## Populaire nummers
- The Beatles: Get Back
- The Doors: Riders on the Storm
- Herbie Hancock: Chameleon
- Eagles: New Kid in Town
- Fleetwood Mac: Dreams
- Pink Floyd: Money
- Sam & Dave: I Thank You
- ABBA, album ABBA
- Supertramp: Dreamer, The Logical Song
- R.E.M.: Everybody Hurts
- Queen: You're My Best Friend
- Ray Charles: What'd I Say